# Nashville Predators
A Nashville Predators Tennessee állam Nashville városának profi jégkorongcsapata. A klub a National Hockey League nyugati főcsoportjában játszik a központi csoportban. Hazai mérkőzéseiket korábban a Gaylord Entertainment Centernek, vagy Nasрville Arénának nevezett, jelenlegi Sommet Centerben bonyolították le, jelenleg a Bridgestone Arena szolgál az otthoni meccsek szinhelyeül.

## Klubrekordok
Pályafutási rekordok (csak a Predators-zal)
- Legtöbb pont: 686, Roman Josi
- Legtöbb gól: 287, Filip Forsberg
- Legtöbb gólpassz: 505, Roman Josi
- Legtöbb mérkőzés: 957, Roman Josi
- Legtöbb mérkőzés, kapus: 630, Pekka Rinne

Szezonrekordok
- Legtöbb gól: 48, Filip Forsberg (2023–2024)
- Legtöbb gólpassz: 73, Roman Josi (2021–2022)
- Legtöbb pont: 96, Roman Josi (2021–2022)
- Legtöbb gól (hátvéd): 23, Shea Weber (2008–2009) és Roman Josi (2021–22 és 2023–24)
- Legtöbb pont (hátvéd): 96, Roman Josi (2021–2022)
- Legtöbb pont (újonc): 63, Filip Forsberg (2014–2015)
- Legtöbb kiállitásperc: 242, Patrick Côté (1998–1999)

Kapusrekordok - szezon
- Legtöbb shutout: 8, Pekka Rinne (2017–2018)
- Legtöbb győzelem: 43, Pekka Rinne (2011–2012)

## Visszavonultatott mezszámok
- 35 Pekka Rinne (2022. február 24.)[1]